# Lepanus palumensis
Lepanus palumensis là một loài bọ cánh cứng trong họ Bọ hung (Scarabaeidae).